# Notkläppen
Notkläppen är en ö i Finland. Den ligger i Skärgårdshavet och i kommunen Pargas i den ekonomiska regionen  Åboland i landskapet Egentliga Finland, i den sydvästra delen av landet. Ön ligger omkring 75 kilometer sydväst om Åbo och omkring 200 kilometer väster om Helsingfors. Notkläppen ligger 5 meter över havet. Den ligger på ön Huslandet.
Öns area är 1,3 hektar och dess största längd är 280 meter i sydöst-nordvästlig riktning.